# All u need is zouk tour
All u need is zouk tour est un concert du groupe Kassav au Zénith de Paris filmé en juillet 2008.

## Pistes
1. Gadé en wo
2. Ayen pa mol
3. Sé dam bonjou
4. Milans
5. Nou pa bizwen sa
6. Siyé bwa
7. Wonderful/Mwin viré
8. Ménen fanm ou
9. Avéw doudou
10. Fo pa fan'n
11. Aprè zouk la
12. San ayen
13. Yélélé
14. Doubout pikan
15. Medley: Soleil/Siwo/Mwin alé/Kaye Manman
16. La priyè doulè
17. Medley: Zouk party/an mouvman
18. Ayé
19. Tim tim bwa sèk
20. Medley: Oh madiana/Pa lagé/Soulajé yo/Tout la riviè ka désann an lanmè/mwin malad aw
21. Kon dé timoun
22. Medley all u need is zouk : Sew mwin inmé/Mi tchè mwen/Doméys/Kolé séré/Chiré
23. Zouk la cé sèl médikaman nou ni

## Musiciens
- Chant lead : Jocelyne Béroard et Jean-Philippe Marthély
- Guitares/chant : Jacob Desvarieux
- Claviers/chant : Jean-Claude Naimro
- Guitare basse : Georges Décimus
- Claviers : Philippe Joseph
- Batterie : Claude Vamur
- Percussions : Patrick Saint Elie
- Saxophone : Claude Pironneau
- Trompettes : Fabrice Adam et Freddy Hovsepian
- Trombone : Hamid Belhocine
- Chœurs : Marie-Josée Gibon, Jean-Jacques Séba et Marie-Céline Chroné